# Bezirk Horgen
Bezirk Horgen är ett av de tolv distrikten i kantonen Zürich i Schweiz. 

## Indelning
Distriktet består av 9 kommuner:
- Adliswil
- Horgen
- Kilchberg
- Langnau am Albis
- Oberrieden
- Richterswil
- Rüschlikon
- Thalwil
- Wädenswil